# Mannequin (film 1926)
Mannequin è un film del 1926 diretto da James Cruze. Interpretato da Alice Joyce, Dolores Costello e Warner Baxter, segna il debutto cinematografico di Walter Pidgeon.
La sceneggiatura del film si basa sul romanzo Mannequin di Fannie Hurst, pubblicato a New York nel 1926.

## Trama
Annie Pogani, una bambinaia ritardata, soffre per l'indifferenza che la ricca Selene Herrick, più interessata alla propria vita sociale che alla figlia, dimostra nei confronti della bambina. Decide così di rapire la piccola che alleva con amore nella sua casa popolare dell'East Side. Quando Annie muore, la ragazza, che tutti chiamano Orchid, trova lavoro come modella in un elegante negozio di moda. Lì, conosce Martin Innesbrook, un reporter impegnato in una campagna giornalistica contro la pratica di assolvere le criminali solo perché appartenenti al sesso femminile. Orchid resta coinvolta in un incidente che provoca la morte di Terry Allen, un uomo che l'ha aggredita e che resta ucciso dallo spillone della ragazza che viene accusata di omicidio. Dopo un difficile processo che porta alla fine a ristabilire la verità e l'innocenza di Orchid, il giudice riconosce in lei la figlia rapita.

## Produzione
Il romanzo di Fannie Hurst apparve per la prima volta pubblicato a puntate, dal 12 dicembre 1925 al 9 gennaio 1926, su Liberty che, secondo fonti moderne, pagò per la storia cinquantamila dollari.
Il film fu prodotto da James Cruze per la Paramount Pictures (come Famous Players-Lasky Corporation). Venne girato nell'ottobre e nel novembre 1925 .

## Distribuzione
Il copyright del film, richiesto dalla Famous Players-Lasky Corp., fu registrato l'11 gennaio 1926 con il numero LP22252.
Distribuito dalla Paramount Pictures, il film - presentato da Jesse L. Lasky e da Adolph Zukor - uscì nelle sale cinematografiche USA l'11 gennaio 1926. Il 2 maggio 1927, venne distribuito in Finlandia. Sul mercato spagnolo, uscì con il titolo Orquídea, la modelo .
Copia del film viene conservata negli archivi della Library of Congress (copia in 16 mm e un negativo a 35 mm) .